# Mohamed Ali Moncer
Mohamed Ali Moncer (Sfax, 28 de abril de 1991) é um futebolista profissional tunisiano que atua como atacante.

## Carreira
Mohamed Ali Moncer representou o elenco da Seleção Tunisiana de Futebol no Campeonato Africano das Nações de 2015.